# Телескоп имени Самуэля Ошина
Телескоп имени Самуэля Ошина или Телескоп Самуэля Осчина (англ. Samuel Oschin telescope) — 122-сантиметровый (48 дюймов) телескоп системы Шмидта, расположенный в Паломарской обсерватории.

## Конструкция
Телескоп состоит из 126,4-сантиметрового корректора Шмидта, 182-сантиметрового (72 дюйма) зеркала и фотографической камеры для 10- и 14-дюймовых фотопластин, которая позже была заменена электронной камерой. Телескоп не имеет окуляра — это исключительно фотографический инструмент.

## История
Телескоп строился 10 лет: с 1938 по 1948 год.
С 1949 по 1958 год на телескопе создавался атлас неба, получивший название Паломарского обзора.
В 1980—1985 годах телескоп был оснащён ахроматическим корректором и системой автоматического наведения.
В 1986 году он был назван в честь крупного лос-анджелесского предпринимателя и филантропа Самуэля Ошина (1914—2003), который сделал щедрое пожертвование Паломарской обсерватории.
В 2001 году телескоп был оснащён электронной камерой на трёх ПЗС-матрицах (CCD-матрицах), которую в 2003 году заменили новой 161-мегапиксельной камерой на 112 ПЗС-матрицах.
В 2018 году была создана новая камера на 16 CCD по 6144×6160 пикселей. Замена корректора, механики и установка хорошей светочувствительной камеры в 2018 году позволила сфотографировать старым телескопом комету 2I/Borisov за восемь месяцев до её открытия.
Телескоп использовался многими проектами по поиску малых тел Солнечной системы, среди которых Паломар-лейденское обозрение слабых малых планет, Паломар-лейденские обозрения троянских астероидов, NEAT, а также группа Майкла Брауна, открывшая крупнейшие объекты пояса Койпера.
В 2021 году при помощи этого телескопа была открыта самая тусклая сверхновая типа Iax SN2021fcg.